# Восточный иврит
Восточный иврит (ивр. עברית מזרחית‎ [ɪˈvrʲit mɪzrahˈʲit]) — одна из произносительных норм библейского иврита. Используется в литургии евреев Ближнего Востока (мизрахим).
Сефардское произношение евреев из Испании сильно отличается от восточного, хотя многие сефарды жили в среде мизрахим. Из восточного иврита отдельно выделяют йеменский вариант, так как он имеет абсолютно иную систему произношения гласных.
Термином «восточный иврит» могут описывать также акцент евреев с Ближнего Востока, возникший как компромисс между современным израильским и восточным литургическим вариантами иврита.

## Особенности
Следующие черты выделяются в произношении евреев арабских стран. К ним могут быть добавлены отдельные особенности, связанные с местным арабским диалектом.
- Ударение стремится к последнему слогу, где бы оно ни было в стандартном библейском иврите.
- א‬ произносится как гортанная смычка [ʔ], кроме случаев использования для обозначения гласной.
- ב‬ без дагеша в одних странах произносится как [b] (в Ираке), в других — как [v] (в Марокко).
- ג‬ без дагеша произносится как [ɣ] (арабский غ).
- ד‬ без дагеша обычно — [d], но иногда встречается [ð] (как арабское ذ).
- ו‬ в Ираке и Йемене [w], в других странах [v].
- ח‬ произносится как [ħ] (арабский ح).
- ט‬ = [tˤ] = ط
- כ‬ произносится [x]
- ע‬ = ʕ = ع
- צ‬ = [sˤ] = ص
- ק‬ обычно произносится как q\ق, но иногда встречается [k], [g], [ʕ].
- ר‬ обычно дрожащий [r], но багдадские евреи произносят его как увулярный [ʀ], ближе как арабскому غ.
- ת‬ без дагеша в одних странах [t] (под влиянием сефардского и арабского диалектного произношения), в других (в Ираке, Йемене) — [θ] (ар. ث).
- Гласные близки к сефардскому произношению, в частности цере=[e:], холам=[o:], большой камац=[a:].

Произношение евреев из неарабских стран отличается в некоторых аспектах. Так, персидские евреи не артикулируют арабские [ħ] и [tˤ], а большой камац произносят как [ɒ] (долгое [ā] в фарси).

## История
В талмудическую эпоху было замечено, что произношение иврита и арамейского в Галилее (и, возможно, Сирии) отличается от произношения в Иудее и Вавилонии, прежде всего отсутствием произношения букв ע, ח, ה‬. Эта особенность до сих пор присутствует в самаритянском иврите.
После арабского завоевания Палестины и Месопотамии масореты проделали огромную работу по стандартизации и очищению произношения библейского иврита, испытывая влияние арабских грамматистов своей эпохи. Одним из последствий этого было установление произношения гортанных звуков так, как произносятся их арабские аналоги.
Были созданы три системы огласовки (вавилонская, тивериадская, палестинская), из которых наиболее распространилась тивериадская.
Процесс сближения с арабским дальше всего зашёл у вавилонских евреев. Например, в классическом арабском и некоторых месопотамских диалектах нет различия между звуками [e] и [a], и в соответствие с вавилонским произношением иврита нет различий между патахом (а), сеголем (е) и подвижным шва (ә), все они произносятся ближе к [æ]. Такое произношение до сих пор сохранено в йеменских общинах. В левантийских арабских диалектах, напротив, существует различие между [a] и [e], поэтому их различают палестинская и тивериадская системы.
Сефарды, после изгнания их из Испании в 1492 году, переселились в страны мусульман и заняли там высокие позиции, смешиваясь и влияя на местных евреев. Из-за этого, например, в Ираке закрепилось различение [a] и [e], которое отвергала вавилонская система произношения.